# Francisco de la O
Francisco de la O (Ciudad de México, 27 de diciembre de 1965) es un actor y presentador mexicano. Hace su debut en 1989 en la miniserie Tres generaciones, y gran parte de su carrera la ha realizado en TV Azteca.

## Biografía y carrera
Es hijo de Francisco de la O y Pilar Fernández. Tiene dos hermanos, Alejandro e Isabel. Su padre, piloto de aviación, falleció en un accidente aéreo durante un vuelo de Durango a Torreón en 1968. Su madre, personal de tráfico de una aerolínea francesa, tuvo que trabajar mantener sola a sus tres hijos. Su madre se volvió a casar y tuvo otra hija, Fernanda, pero el padrastro era un alcohólico que no ayudaba para nada y por su enfermedad incontrolable, su madre terminó la relación. Doña Pilar se muda con sus cuatro hijos a Mérida, Yucatán. Ahí crecen y se mudan a Xalapa-Enríquez, Veracruz, en dónde su mamá consigue un buen trabajo y ella pensando en la educación de sus hijos se va sin pensarlo.
En 1981 se instalan en Xalapa-Enríquez. Al egresar de la escuela Francisco estudia guitarra en el Conservatorio de Música y decide convertirse en actor estudiando en la Universidad Veracruzana. Realizó campañas publicitarias y trabajó como modelo antes de debutar profesionalmente como actor en la puesta en escena de Herejía, después de lo cual trabajó en la obra La estrella al lado de Angélica Vale. En 1989 debutó en televisión en una participación especial en la miniserie Tres generaciones al lado de Carmen Montejo, Angélica María y Sasha Sokol, en esta serie fue acreditado como "Paco de la O".
En la década de los 90 participa en cintas como El bulto, Extraños caminos y Bienvenido-Welcome. Pero donde se dio a conocer masivamente fue en la telenovela La vida en el espejo, producida por TV Azteca en 1999, aquí alternó con grandes figuras como Gonzalo Vega y Rebecca Jones interpretando al joven amante de esta última. Al año siguiente vuelve a destacar en la telenovela Todo por amor, alternando con los primeros actores Angélica Aragón y Fernando Luján. En la década del 2000 continúa participando en telenovelas como Amores, querer con alevosía, Por ti y Lo que es el amor, entre otras.
En 2000 Francisco debutó como conductor en el programa infantil Chiquitos pero picosos. En 2002 conduce el programa matinal de TV Azteca Cada mañana al lado de Luz Blanchet y la actriz Betty Monroe. Continúa participando en teatro en obras como Aventurera, Yo odio a Hamlet y Todos tenemos problemas sexuales al lado de la primera actriz Susana Alexander.
En el plano personal, Francisco contrajo matrimonio con la modelo Ana Laura Sánchez en 1998 yjuntos tuvieron una hija, María. El matrimonio terminó en divorcio. En 2009 confirmó un romance con la actriz Gabriela Platas, su compañera de escena en la obra Los 39 escalones.
En 2013 participó en el programa La Isla, el reality, en el equipo verde de los famosos, siendo el undécimo eliminado de 18 participantes. 
En 2015 deja TV Azteca e hizo audiciones para la primera telenovela de Imagen Televisión, que fue Vuelve temprano. En 2016 participa en la serie de Telemundo, El Chema en el papel de Gary Roberts.
En 2018, tras casi una década de relación con la actriz Gabriela Platas, se confirmó su separación. 
Además el actor volvió a las pantallas de Televisa, después de 29 años de estar fuera, con la serie La bella y las bestias.

## Filmografía

### Televisión
- Tres generaciones (1989) - Chavo
- La vida en el espejo (1999-2000) - Eduardo Olguín
- Todo por amor (2000-2001) - Luis Madrazo
- Lo que callamos las mujeres (2001) - Ernesto Ep: El accidente
- Amores, querer con alevosía (2001) - Felipe Montero
- Lo que es el amor (2001-2002) - Edson Durán
- Por ti (2002) - César Cortez
- Campeones de la vida (2006) - Eugenio
- Ni una vez más (2006) - Isaac
- La niñera (2007) - Maximiliano Fábregas
- Vivir por ti (2008) - Antonio
- Pobre diabla (2009) - Víctor
- Entre el amor y el deseo (2010-2011) - Guillermo de la Garza
- Los Rey (2012-2013) - Elías
- Hombre tenías que ser (2013-2014) - Fausto Aguirre
- Vuelve temprano (2016) - Francisco Valenzuela
- El Chema (2016-2017) - Gary Roberts
- El señor de los cielos (2017) - Gary Roberts
- La bella y las bestias (2018) - Horacio Hernández
- El Dragón: El regreso de un guerrero (2019-2020) - Mauricio Wagner
- Esta historia me suena (2021) - Alberto[4]
- Un día para vivir (2021) - Santiago
- Mujeres asesinas (2022) - Padre de Angélica[5]

### Películas
- El bulto (1991) .... Armando
- Extraños caminos (1993)
- Bienvenido-Welcome (1995) .... Vladimir Ilich
- Jacqueline (2001)
- Corazones rotos (2001) .... Amado

### Programas de TV
- Chiquitos pero picosos (2000) ... Conductor
- Cada mañana (2002-2005) ... Conductor
- Bailando por un millón (2005) ... Participante[6]
- Te regalo mi canción (2005) ... Conductor[7]
- Venga la alegría (2007-2010)... Conductor
- La Isla, el reality (2013) ... Participante (11.º eliminado, 8° Lugar)

### Teatro
- Los 39 escalones
- Aventurera
- Todos tenemos problemas sexuales
- Yo odio a Hamlet
- La Celestina
- El soñador navegante
- La estrella
- Herejía
- El Sótano (participación especial)